# Hörröds socken
Hörröds socken i Skåne ingick i Gärds härad, ingår sedan 1974 i Kristianstads kommun och motsvarar från 2016 Hörröds distrikt.
Socknens areal är 26,91 kvadratkilometer varav 26,71 land. År 2000 fanns här 177 invånare. Kyrkbyn Hörröd med sockenkyrkan Hörröds kyrka ligger i socknen.

## Administrativ historik
Socknen har medeltida ursprung. 
Vid kommunreformen 1862 övergick socknens ansvar för de kyrkliga frågorna till Hörröds församling och för de borgerliga frågorna bildades Hörröds landskommun. Landskommunen uppgick 1952 i Degeberga landskommun som 1974 uppgick i Kristianstads kommun. Församlingen uppgick 2010 i Degeberga församling som 2014 uppgick i Degeberga-Everöds församling.
1 januari 2016 inrättades distriktet Hörröd, med samma omfattning som församlingen hade 1999/2000.  
Socknen har tillhört län, fögderier, tingslag och domsagor enligt vad som beskrivs i artikeln Gärds härad. De indelta soldaterna tillhörde Norra skånska infanteriregementet, Gärds kompani och Skånska dragonregementet, Sallerups skvadron, Livkompaniet.

## Geografi
Hörröds socken ligger sydväst om Åhus kring Hörrödsån med Linderödsåsen i väster. Socknen är en skogsbygd med inslag av odlingsbygd i söder.

## Fornlämningar
En hällristning från sten- eller bronsåldern samt stensättningar från brons- eller järnåldern är funna.

## Namnet
Namnet skrevs omkring 1160 Hethoryd, 1522 Hörydt, och kommer från kyrkbyn. Efterleden innehåller ryd, 'röjning'. Förleden är oklar, kan eventuellt vara hö..